# Eleições europeias de 2009 em Loures

## Resultados Oficiais
| Partido                 | Partido                        | Votos   | %               | +/-   |
| ----------------------- | ------------------------------ | ------- | --------------- | ----- |
|                         | Partido Socialista             | 20 326  | 29,02 / 100,00  | 17,40 |
|                         | Partido Social Democrata       | 14 163  | 20,22 / 100,00  | -     |
|                         | Coligação Democrática Unitária | 13 346  | 19,06 / 100,00  | 1,80  |
|                         | Bloco de Esquerda              | 8 179   | 11,68 / 100,00  | 5,38  |
|                         | Partido Popular                | 4 501   | 6,43 / 100,00   | -     |
|                         | Movimento Esperança Portugal   | 1 189   | 1,70 / 100,00   | Novo  |
|                         | PCTP/MRPP                      | 1 009   | 1,44 / 100,00   | 0,06  |
|                         | Outros                         | 2 335   | 3,34 / 100,00   |       |
| Votos Inválidos         | Votos Inválidos                | 4 989   | 7,13 / 100,00   | 2,98  |
| Total                   | Total                          | 70 037  | 100,00 / 100,00 |       |
| Eleitorado/Participação | Eleitorado/Participação        | 165 878 | 42,22 / 100,00  | 1,41  |

## Resultados por Freguesia
Os resultados seguintes referem-se aos partidos que obtiveram mais de 1,00% dos votos:
| Freguesia                    | %     | %     | %     | %     | %     | %    | %    | Votantes |
| Freguesia                    | PS    | PSD   | CDU   | BE    | CDS   | MEP  | PCTP | Votantes |
| ---------------------------- | ----- | ----- | ----- | ----- | ----- | ---- | ---- | -------- |
| Apelação                     | 34,12 | 15,66 | 23,93 | 7,98  | 5,61  | 1,03 | 1,55 | 1 354    |
| Bobadela                     | 33,81 | 16,59 | 17,73 | 13,16 | 5,62  | 1,45 | 1,02 | 3 526    |
| Bucelas                      | 32,38 | 14,10 | 23,14 | 11,54 | 5,24  | 1,75 | 1,37 | 1 603    |
| Camarate                     | 29,31 | 17,74 | 21,75 | 9,47  | 7,04  | 1,19 | 2,19 | 6 578    |
| Fanhões                      | 31,81 | 18,15 | 24,45 | 9,26  | 4,68  | 0,86 | 1,81 | 1 047    |
| Frielas                      | 36,65 | 17,02 | 14,29 | 13,66 | 4,35  | 1,74 | 1,37 | 805      |
| Loures                       | 27,15 | 24,18 | 14,45 | 12,16 | 8,04  | 1,85 | 1,17 | 8 714    |
| Lousa                        | 28,44 | 22,91 | 19,90 | 9,35  | 6,33  | 1,61 | 1,21 | 995      |
| Moscavide                    | 34,54 | 19,22 | 16,39 | 12,34 | 5,23  | 1,51 | 1,31 | 4 974    |
| Portela                      | 21,38 | 37,70 | 6,68  | 10,13 | 10,34 | 3,30 | 0,37 | 5 974    |
| Prior Velho                  | 28,96 | 19,17 | 16,46 | 13,62 | 6,99  | 1,89 | 1,62 | 2 217    |
| Sacavém                      | 31,70 | 17,63 | 21,64 | 11,74 | 5,23  | 1,77 | 1,32 | 5 990    |
| Santa Iria de Azoia          | 27,72 | 14,41 | 31,27 | 9,68  | 4,13  | 1,14 | 1,74 | 6 830    |
| Santo Antão do Tojal         | 31,38 | 15,88 | 25,65 | 8,41  | 4,36  | 1,49 | 2,99 | 1 606    |
| Santo António dos Cavaleiros | 25,77 | 22,20 | 13,34 | 17,12 | 7,26  | 1,98 | 1,25 | 7 434    |
| São João da Talha            | 28,70 | 17,46 | 21,47 | 12,05 | 5,89  | 1,57 | 1,54 | 6 231    |
| São Julião do Tojal          | 32,29 | 13,03 | 31,20 | 8,58  | 3,28  | 0,86 | 1,72 | 1 282    |
| Unhos                        | 31,18 | 16,61 | 21,34 | 9,91  | 6,43  | 1,39 | 2,16 | 2 877    |
| Loures                       | 29,02 | 20,22 | 19,06 | 11,68 | 6,43  | 1,70 | 1,44 | 70 037   |

#### Apelação
| Partido                 | Partido                        | Votos | %               | +/-   |
| ----------------------- | ------------------------------ | ----- | --------------- | ----- |
|                         | Partido Socialista             | 462   | 34,12 / 100,00  | 13,41 |
|                         | Coligação Democrática Unitária | 324   | 23,93 / 100,00  | 0,27  |
|                         | Partido Social Democrata       | 212   | 15,66 / 100,00  | -     |
|                         | Bloco de Esquerda              | 108   | 7,98 / 100,00   | 3,37  |
|                         | Partido Popular                | 76    | 5,61 / 100,00   | -     |
|                         | PCTP/MRPP                      | 21    | 1,55 / 100,00   | 0,66  |
|                         | Movimento Esperança Portugal   | 14    | 1,03 / 100,00   | Novo  |
|                         | Partido Nacional Renovador     | 14    | 1,03 / 100,00   | 0,63  |
|                         | Outros                         | 43    | 3,18 / 100,00   |       |
| Votos Inválidos         | Votos Inválidos                | 80    | 5,91 / 100,00   | 2,77  |
| Total                   | Total                          | 1 354 | 100,00 / 100,00 |       |
| Eleitorado/Participação | Eleitorado/Participação        | 3 937 | 34,39 / 100,00  | 1,68  |

#### Bobadela
| Partido                 | Partido                        | Votos | %               | +/-   |
| ----------------------- | ------------------------------ | ----- | --------------- | ----- |
|                         | Partido Socialista             | 1 192 | 33,81 / 100,00  | 18,70 |
|                         | Coligação Democrática Unitária | 625   | 17,73 / 100,00  | 1,82  |
|                         | Partido Social Democrata       | 585   | 16,59 / 100,00  | -     |
|                         | Bloco de Esquerda              | 464   | 13,16 / 100,00  | 6,16  |
|                         | Partido Popular                | 198   | 5,62 / 100,00   | -     |
|                         | Movimento Esperança Portugal   | 51    | 1,45 / 100,00   | Novo  |
|                         | PCTP/MRPP                      | 36    | 1,02 / 100,00   | 0,05  |
|                         | Outros                         | 96    | 2,72 / 100,00   |       |
| Votos Inválidos         | Votos Inválidos                | 279   | 7,91 / 100,00   | 3,81  |
| Total                   | Total                          | 3 526 | 100,00 / 100,00 |       |
| Eleitorado/Participação | Eleitorado/Participação        | 7 394 | 47,69 / 100,00  | 0,28  |

#### Bucelas
| Partido                 | Partido                        | Votos | %               | +/-   |
| ----------------------- | ------------------------------ | ----- | --------------- | ----- |
|                         | Partido Socialista             | 519   | 32,38 / 100,00  | 18,67 |
|                         | Coligação Democrática Unitária | 371   | 23,14 / 100,00  | 1,93  |
|                         | Partido Social Democrata       | 226   | 14,10 / 100,00  | -     |
|                         | Bloco de Esquerda              | 185   | 11,54 / 100,00  | 7,17  |
|                         | Partido Popular                | 84    | 5,24 / 100,00   | -     |
|                         | Movimento Esperança Portugal   | 28    | 1,75 / 100,00   | Novo  |
|                         | PCTP/MRPP                      | 22    | 1,37 / 100,00   | 1,21  |
|                         | Outros                         | 39    | 2,42 / 100,00   |       |
| Votos Inválidos         | Votos Inválidos                | 129   | 8,05 / 100,00   | 4,87  |
| Total                   | Total                          | 1 603 | 100,00 / 100,00 |       |
| Eleitorado/Participação | Eleitorado/Participação        | 4 077 | 39,32 / 100,00  | 1,10  |

#### Camarate
| Partido                 | Partido                        | Votos  | %               | +/-   |
| ----------------------- | ------------------------------ | ------ | --------------- | ----- |
|                         | Partido Socialista             | 1 928  | 29,31 / 100,00  | 18,45 |
|                         | Coligação Democrática Unitária | 1 431  | 21,75 / 100,00  | 2,60  |
|                         | Partido Social Democrata       | 1 167  | 17,74 / 100,00  | -     |
|                         | Bloco de Esquerda              | 623    | 9,47 / 100,00   | 5,26  |
|                         | Partido Popular                | 463    | 7,04 / 100,00   | -     |
|                         | PCTP/MRPP                      | 144    | 2,19 / 100,00   | 0,24  |
|                         | Partido Nacional Renovador     | 92     | 1,40 / 100,00   | 1,08  |
|                         | Movimento Esperança Portugal   | 78     | 1,19 / 100,00   | Novo  |
|                         | Outros                         | 207    | 3,15 / 100,00   |       |
| Votos Inválidos         | Votos Inválidos                | 445    | 6,77 / 100,00   | 2,50  |
| Total                   | Total                          | 6 578  | 100,00 / 100,00 |       |
| Eleitorado/Participação | Eleitorado/Participação        | 16 612 | 39,60 / 100,00  | 1,14  |

#### Fanhões
| Partido                 | Partido                        | Votos | %               | +/-   |
| ----------------------- | ------------------------------ | ----- | --------------- | ----- |
|                         | Partido Socialista             | 333   | 31,81 / 100,00  | 14,94 |
|                         | Coligação Democrática Unitária | 256   | 24,45 / 100,00  | 3,17  |
|                         | Partido Social Democrata       | 190   | 18,15 / 100,00  | -     |
|                         | Bloco de Esquerda              | 97    | 9,26 / 100,00   | 4,86  |
|                         | Partido Popular                | 49    | 4,68 / 100,00   | -     |
|                         | PCTP/MRPP                      | 19    | 1,81 / 100,00   | 0,03  |
|                         | Outros                         | 39    | 3,73 / 100,00   |       |
| Votos Inválidos         | Votos Inválidos                | 64    | 6,11 / 100,00   | 2,86  |
| Total                   | Total                          | 1 047 | 100,00 / 100,00 |       |
| Eleitorado/Participação | Eleitorado/Participação        | 2 337 | 44,80 / 100,00  | 1,24  |

#### Frielas
| Partido                 | Partido                        | Votos | %               | +/-   |
| ----------------------- | ------------------------------ | ----- | --------------- | ----- |
|                         | Partido Socialista             | 295   | 36,65 / 100,00  | 17,96 |
|                         | Partido Social Democrata       | 137   | 17,02 / 100,00  | -     |
|                         | Coligação Democrática Unitária | 115   | 14,29 / 100,00  | 1,02  |
|                         | Bloco de Esquerda              | 110   | 13,66 / 100,00  | 8,49  |
|                         | Partido Popular                | 35    | 4,35 / 100,00   | -     |
|                         | Movimento Esperança Portugal   | 14    | 1,74 / 100,00   | Novo  |
|                         | PCTP/MRPP                      | 11    | 1,37 / 100,00   | 0,11  |
|                         | Partido da Terra               | 9     | 1,12 / 100,00   | 0,70  |
|                         | Outros                         | 26    | 3,23 / 100,00   |       |
| Votos Inválidos         | Votos Inválidos                | 53    | 6,58 / 100,00   | 2,67  |
| Total                   | Total                          | 805   | 100,00 / 100,00 |       |
| Eleitorado/Participação | Eleitorado/Participação        | 1 732 | 46,48 / 100,00  | 0,38  |

#### Loures
| Partido                 | Partido                        | Votos  | %               | +/-   |
| ----------------------- | ------------------------------ | ------ | --------------- | ----- |
|                         | Partido Socialista             | 2 366  | 27,15 / 100,00  | 17,15 |
|                         | Partido Social Democrata       | 2 107  | 24,18 / 100,00  | -     |
|                         | Coligação Democrática Unitária | 1 259  | 14,45 / 100,00  | 0,73  |
|                         | Bloco de Esquerda              | 1 060  | 12,16 / 100,00  | 5,63  |
|                         | Partido Popular                | 701    | 8,04 / 100,00   | -     |
|                         | Movimento Esperança Portugal   | 161    | 1,85 / 100,00   | Novo  |
|                         | PCTP/MRPP                      | 102    | 1,17 / 100,00   | 0,18  |
|                         | Movimento Mérito e Sociedade   | 98     | 1,12 / 100,00   | Novo  |
|                         | Outros                         | 214    | 2,46 / 100,00   |       |
| Votos Inválidos         | Votos Inválidos                | 646    | 7,41 / 100,00   | 2,86  |
| Total                   | Total                          | 8 714  | 100,00 / 100,00 |       |
| Eleitorado/Participação | Eleitorado/Participação        | 21 478 | 40,57 / 100,00  | 1,63  |

#### Lousa
| Partido                 | Partido                        | Votos | %               | +/-   |
| ----------------------- | ------------------------------ | ----- | --------------- | ----- |
|                         | Partido Socialista             | 283   | 28,44 / 100,00  | 15,70 |
|                         | Partido Social Democrata       | 228   | 22,91 / 100,00  | -     |
|                         | Coligação Democrática Unitária | 198   | 19,90 / 100,00  | 0,07  |
|                         | Bloco de Esquerda              | 93    | 9,35 / 100,00   | 4,87  |
|                         | Partido Popular                | 63    | 6,33 / 100,00   | -     |
|                         | Movimento Esperança Portugal   | 16    | 1,61 / 100,00   | Novo  |
|                         | PCTP/MRPP                      | 12    | 1,21 / 100,00   | 1,03  |
|                         | Outros                         | 26    | 2,60 / 100,00   |       |
| Votos Inválidos         | Votos Inválidos                | 76    | 7,63 / 100,00   | 3,37  |
| Total                   | Total                          | 995   | 100,00 / 100,00 |       |
| Eleitorado/Participação | Eleitorado/Participação        | 2 719 | 36,59 / 100,00  | 2,31  |

#### Moscavide
| Partido                 | Partido                        | Votos  | %               | +/-   |
| ----------------------- | ------------------------------ | ------ | --------------- | ----- |
|                         | Partido Socialista             | 1 718  | 34,54 / 100,00  | 18,54 |
|                         | Partido Social Democrata       | 956    | 19,22 / 100,00  | -     |
|                         | Coligação Democrática Unitária | 815    | 16,39 / 100,00  | 0,70  |
|                         | Bloco de Esquerda              | 614    | 12,34 / 100,00  | 6,68  |
|                         | Partido Popular                | 260    | 5,23 / 100,00   | -     |
|                         | Movimento Esperança Portugal   | 75     | 1,51 / 100,00   | Novo  |
|                         | PCTP/MRPP                      | 65     | 1,31 / 100,00   | 0,17  |
|                         | Outros                         | 157    | 3,14 / 100,00   |       |
| Votos Inválidos         | Votos Inválidos                | 314    | 6,31 / 100,00   | 3,21  |
| Total                   | Total                          | 4 974  | 100,00 / 100,00 |       |
| Eleitorado/Participação | Eleitorado/Participação        | 11 335 | 43,88 / 100,00  | 2,08  |

#### Portela
| Partido                 | Partido                        | Votos  | %               | +/-   |
| ----------------------- | ------------------------------ | ------ | --------------- | ----- |
|                         | Partido Social Democrata       | 2 252  | 37,70 / 100,00  | -     |
|                         | Partido Socialista             | 1 277  | 21,38 / 100,00  | 13,20 |
|                         | Partido Popular                | 618    | 10,34 / 100,00  | -     |
|                         | Bloco de Esquerda              | 605    | 10,13 / 100,00  | 1,34  |
|                         | Coligação Democrática Unitária | 399    | 6,68 / 100,00   | 0,68  |
|                         | Movimento Esperança Portugal   | 197    | 3,30 / 100,00   | Novo  |
|                         | Movimento Mérito e Sociedade   | 61     | 1,02 / 100,00   | Novo  |
|                         | Outros                         | 137    | 2,30 / 100,00   |       |
| Votos Inválidos         | Votos Inválidos                | 228    | 7,16 / 100,00   | 2,05  |
| Total                   | Total                          | 5 974  | 100,00 / 100,00 |       |
| Eleitorado/Participação | Eleitorado/Participação        | 12 696 | 47,05 / 100,00  | 0,94  |

#### Prior Velho
| Partido                 | Partido                        | Votos | %               | +/-   |
| ----------------------- | ------------------------------ | ----- | --------------- | ----- |
|                         | Partido Socialista             | 642   | 28,96 / 100,00  | 17,59 |
|                         | Partido Social Democrata       | 425   | 19,17 / 100,00  | -     |
|                         | Coligação Democrática Unitária | 365   | 16,46 / 100,00  | 2,42  |
|                         | Bloco de Esquerda              | 302   | 13,62 / 100,00  | 6,68  |
|                         | Partido Popular                | 155   | 6,99 / 100,00   | -     |
|                         | Movimento Esperança Portugal   | 42    | 1,89 / 100,00   | Novo  |
|                         | PCTP/MRPP                      | 36    | 1,62 / 100,00   | 0,30  |
|                         | Partido Nacional Renovador     | 29    | 1,31 / 100,00   | 0,92  |
|                         | Outros                         | 65    | 2,93 / 100,00   |       |
| Votos Inválidos         | Votos Inválidos                | 156   | 7,04 / 100,00   | 2,49  |
| Total                   | Total                          | 2 217 | 100,00 / 100,00 |       |
| Eleitorado/Participação | Eleitorado/Participação        | 5 396 | 41,09 / 100,00  | 2,51  |

#### Sacavém
| Partido                 | Partido                        | Votos  | %               | +/-   |
| ----------------------- | ------------------------------ | ------ | --------------- | ----- |
|                         | Partido Socialista             | 1 899  | 31,70 / 100,00  | 14,62 |
|                         | Coligação Democrática Unitária | 1 296  | 21,64 / 100,00  | 0,29  |
|                         | Partido Social Democrata       | 1 056  | 17,63 / 100,00  | -     |
|                         | Bloco de Esquerda              | 703    | 11,74 / 100,00  | 4,92  |
|                         | Partido Popular                | 313    | 5,23 / 100,00   | -     |
|                         | Movimento Esperança Portugal   | 106    | 1,77 / 100,00   | Novo  |
|                         | PCTP/MRPP                      | 79     | 1,32 / 100,00   | 0,12  |
|                         | Outros                         | 140    | 2,33 / 100,00   |       |
| Votos Inválidos         | Votos Inválidos                | 398    | 6,64 / 100,00   | 3,40  |
| Total                   | Total                          | 5 990  | 100,00 / 100,00 |       |
| Eleitorado/Participação | Eleitorado/Participação        | 13 247 | 45,22 / 100,00  | 2,57  |

#### Santa Iria de Azoia
| Partido                 | Partido                        | Votos  | %               | +/-   |
| ----------------------- | ------------------------------ | ------ | --------------- | ----- |
|                         | Coligação Democrática Unitária | 2 136  | 31,27 / 100,00  | 5,90  |
|                         | Partido Socialista             | 1 893  | 27,72 / 100,00  | 19,36 |
|                         | Partido Social Democrata       | 984    | 14,41 / 100,00  | -     |
|                         | Bloco de Esquerda              | 661    | 9,68 / 100,00   | 4,08  |
|                         | Partido Popular                | 282    | 4,13 / 100,00   | -     |
|                         | PCTP/MRPP                      | 119    | 1,74 / 100,00   | 0,18  |
|                         | Movimento Esperança Portugal   | 78     | 1,14 / 100,00   | Novo  |
|                         | Outros                         | 201    | 2,94 / 100,00   |       |
| Votos Inválidos         | Votos Inválidos                | 476    | 6,97 / 100,00   | 3,26  |
| Total                   | Total                          | 6 830  | 100,00 / 100,00 |       |
| Eleitorado/Participação | Eleitorado/Participação        | 14 414 | 47,38 / 100,00  | 0,33  |

#### Santo Antão do Tojal
| Partido                 | Partido                        | Votos | %               | +/-   |
| ----------------------- | ------------------------------ | ----- | --------------- | ----- |
|                         | Partido Socialista             | 504   | 31,38 / 100,00  | 15,23 |
|                         | Coligação Democrática Unitária | 412   | 25,65 / 100,00  | 2,94  |
|                         | Partido Social Democrata       | 255   | 15,88 / 100,00  | -     |
|                         | Bloco de Esquerda              | 135   | 8,41 / 100,00   | 4,00  |
|                         | Partido Popular                | 70    | 4,36 / 100,00   | -     |
|                         | PCTP/MRPP                      | 48    | 2,99 / 100,00   | 0,62  |
|                         | Movimento Esperança Portugal   | 24    | 1,49 / 100,00   | Novo  |
|                         | Movimento Mérito e Sociedade   | 17    | 1,06 / 100,00   | Novo  |
|                         | Outros                         | 33    | 2,05 / 100,00   |       |
| Votos Inválidos         | Votos Inválidos                | 108   | 6,73 / 100,00   | 2,25  |
| Total                   | Total                          | 1 606 | 100,00 / 100,00 |       |
| Eleitorado/Participação | Eleitorado/Participação        | 3 669 | 43,77 / 100,00  | 0,95  |

#### Santo António dos Cavaleiros
| Partido                 | Partido                        | Votos  | %               | +/-   |
| ----------------------- | ------------------------------ | ------ | --------------- | ----- |
|                         | Partido Socialista             | 1 916  | 25,77 / 100,00  | 17,63 |
|                         | Partido Social Democrata       | 1 650  | 22,20 / 100,00  | -     |
|                         | Bloco de Esquerda              | 1 273  | 17,12 / 100,00  | 7,01  |
|                         | Coligação Democrática Unitária | 992    | 13,34 / 100,00  | 1,04  |
|                         | Partido Popular                | 540    | 7,26 / 100,00   | -     |
|                         | Movimento Esperança Portugal   | 147    | 1,98 / 100,00   | Novo  |
|                         | PCTP/MRPP                      | 93     | 1,25 / 100,00   | 0,37  |
|                         | Partido da Terra               | 77     | 1,04 / 100,00   | 0,39  |
|                         | Outros                         | 200    | 2,69 / 100,00   |       |
| Votos Inválidos         | Votos Inválidos                | 546    | 7,35 / 100,00   | 3,07  |
| Total                   | Total                          | 7 434  | 100,00 / 100,00 |       |
| Eleitorado/Participação | Eleitorado/Participação        | 20 007 | 37,16 / 100,00  | 2,13  |

#### São João da Talha
| Partido                 | Partido                        | Votos  | %               | +/-   |
| ----------------------- | ------------------------------ | ------ | --------------- | ----- |
|                         | Partido Socialista             | 1 788  | 28,70 / 100,00  | 20,50 |
|                         | Coligação Democrática Unitária | 1 338  | 21,47 / 100,00  | 3,25  |
|                         | Partido Social Democrata       | 1 088  | 17,46 / 100,00  | -     |
|                         | Bloco de Esquerda              | 751    | 12,05 / 100,00  | 6,86  |
|                         | Partido Popular                | 367    | 5,89 / 100,00   | -     |
|                         | Movimento Esperança Portugal   | 98     | 1,57 / 100,00   | Novo  |
|                         | PCTP/MRPP                      | 96     | 1,54 / 100,00   | 0,04  |
|                         | Outros                         | 188    | 3,02 / 100,00   |       |
| Votos Inválidos         | Votos Inválidos                | 517    | 8,30 / 100,00   | 3,15  |
| Total                   | Total                          | 6 231  | 100,00 / 100,00 |       |
| Eleitorado/Participação | Eleitorado/Participação        | 14 427 | 43,19 / 100,00  | 1,45  |

#### São Julião do Tojal
| Partido                 | Partido                        | Votos | %               | +/-   |
| ----------------------- | ------------------------------ | ----- | --------------- | ----- |
|                         | Partido Socialista             | 414   | 32,29 / 100,00  | 12,89 |
|                         | Coligação Democrática Unitária | 400   | 31,20 / 100,00  | 2,36  |
|                         | Partido Social Democrata       | 167   | 13,03 / 100,00  | -     |
|                         | Bloco de Esquerda              | 110   | 8,58 / 100,00   | 3,72  |
|                         | Partido Popular                | 42    | 3,28 / 100,00   | -     |
|                         | PCTP/MRPP                      | 22    | 1,72 / 100,00   | 0,35  |
|                         | Movimento Mérito e Sociedade   | 15    | 1,17 / 100,00   | Novo  |
|                         | Outros                         | 43    | 3,35 / 100,00   |       |
| Votos Inválidos         | Votos Inválidos                | 69    | 5,39 / 100,00   | 2,12  |
| Total                   | Total                          | 1 282 | 100,00 / 100,00 |       |
| Eleitorado/Participação | Eleitorado/Participação        | 2 862 | 44,79 / 100,00  | 4,21  |

#### Unhos
| Partido                 | Partido                        | Votos | %               | +/-   |
| ----------------------- | ------------------------------ | ----- | --------------- | ----- |
|                         | Partido Socialista             | 897   | 31,18 / 100,00  | 20,01 |
|                         | Coligação Democrática Unitária | 614   | 21,34 / 100,00  | 3,25  |
|                         | Partido Social Democrata       | 478   | 16,61 / 100,00  | -     |
|                         | Bloco de Esquerda              | 285   | 9,91 / 100,00   | 7,27  |
|                         | Partido Popular                | 185   | 6,43 / 100,00   | -     |
|                         | PCTP/MRPP                      | 62    | 2,16 / 100,00   | 0,55  |
|                         | Movimento Esperança Portugal   | 40    | 1,39 / 100,00   | Novo  |
|                         | Partido Humanista              | 29    | 1,01 / 100,00   | 0,71  |
|                         | Outros                         | 82    | 2,85 / 100,00   |       |
| Votos Inválidos         | Votos Inválidos                | 205   | 7,13 / 100,00   | 2,78  |
| Total                   | Total                          | 2 877 | 100,00 / 100,00 |       |
| Eleitorado/Participação | Eleitorado/Participação        | 7 539 | 38,16 / 100,00  | 2,95  |